# Linda Oláh
Linda Oláh (* 1988 in Stockholm) ist eine schwedische Jazz- und Improvisationsmusikerin (Gesang, Komposition).
Oláh, in deren Gesangsperformance auch Schreie, Seufzer und Knirschen integriert sind, trat international in der Gruppe nOx.3 um Rémi Fox und weiteren Formationen, aber auch als Solistin mit elektronischer und improvisierter Musik auf. Mit Isabel Sörling und Cabaret Contemporain interpretierte sie Werke von Moondog. Zu hören ist sie auf dem Album Rituels (2020) des Orchestre National de Jazz. Sie lebt derzeit in Paris, Budapest und Göteborg.

## Diskographische Hinweise
- Lorelei (Les Vibrants Défricheur 2009, mit Raphaël Quenehen, Giani Caserotto, Julien Loutelier)
- Cabaret Contemporain Featuring Linda Oláh & Isabel Sörling Moondog (Sub Rosa 2015)[2]
- Belle (Hoob 2017, mit Johan Jutterström, Johan Graden, Lindha Kallerdahl, Martin Öhmann)
- Solo
- nOx.3 & Linda Oláh Inget Nytt (Ilona Records 2018, mit Rémi Fox, Matthieu Naulleau, Nicolas Fox)[3]